# Sherry Stringfield
Sherry Stringfield (Colorado Springs, 24 de junho de 1967) é uma atriz americana. É mais conhecida pela sua personagem Dra. Susan Lewis na série de televisão ER. Também atuou em outras séries como NYPD Blue, Third Watch, Touched by an Angel, Shark, Tell Me You Love Me, In Plain Sight e Law & Order. Atualmente é Pauline Vendreaux em Under The Dome.